# Национален съвет за устойчиво развитие на селските райони
Националният съвет за устойчиво развитие на селските райони (на португалски: Conselho Nacional de Desenvolvimento Rural Sustentável — CONDRAF) е колегиален орган на Министерството на аграрното развитие на Бразилия, който обсъжда и предлага основните насоки при формулирането и изпълнението на държавните политики за устойчиво развитие на селските райони, и служи за постигане на консенсус и координация между различните нива на държавното управление и гражданските организации от областта на устойчивото развитие на селските райони, аграрната реформа и семейното фермерство.
CONDRAF е създаден през 1999 г. Първоначално съветът се състои от 9 представители на държавни органи и 9 представители на неправителствени организации. По това време акронимът на съвета е CNDRS. През 2003 г. съветът е реорганизиран и съставът му е увеличен до 38 членове, които представляват 19 институции от различни нива на държавното управление и 19 различни граждански организации. Тогава Съветът получава и нов акроним – CONDRAF.